# Дулер
Дулер је насељено мјесто у Босни и Херцеговини у општини Босанско Грахово које административно припада Федерацији Босне и Херцеговине. Према попису становништва из 1991. у насељу је живјело 99 становника.

## Становништво
| Националност       | 1991. | 1981. | 1971. | 1961. |
| Срби               | 99    | 185   | 302   | 361   |
| Југословени        |       | 16    |       |       |
| остали и непознато |       | 1     |       |       |
| Укупно             | 99    | 202   | 302   | 361   |

| Демографија | Демографија | Демографија |
| Година      | Становника  | Становника  |
| ----------- | ----------- | ----------- |
| 1961.       | 361         |             |
| 1971.       | 302         |             |
| 1981.       | 202         |             |
| 1991.       | 99          |             |